# Torre Turquemenistão
A Torre Turquemenistão (em turcomeno:  "Türkmenistan" teleradio merkezi) é uma torre de comunicação e de observação em Asgabade, capital do Turquemenistão. A torre foi concluída em 2011 e, com seus 211 metros de altura, é a estrutura mais alta no país.
O elemento decorativo octogonal da "Estrela de Oguzkhan" é reconhecido como a maior imagem arquitetônica do mundo de uma estrela e entrou no Guinness Book of Records. A Torre de TV é visível de quase qualquer lugar em Asgabade e seus arrabaldes.

## História
A construção começou em 2008 pela empresa turca Polimeks. Ficou concluída em 17 de outubro de 2011, quando o Presidente Gurbanguly Berdimuhammedow realizou a cerimônia de abertura oficial.

## Função
A principal função da torre é servir de antena de TV e radiocomunicações, mas, além disso, há também um centro turístico com uma variedade de atrações interessantes. O raio coberto pelo sinal da antena é de cerca de 100 km. Atualmente a torre transmite ondas de TV analógica, TV digital e rádio. Os clientes das antena da torre são as seguintes estações: Altyn Asyr, Yashlyk, Miras, Turkmenistan, Turkmen Owazy, Ashgabat e Turkmen Sport.

### Restaurante
A uma altura de 145 metros (29.º andar), há um restaurante giratório que apresenta a combinação dos elementos de decoração nacional e tendências modernas em estilos arquitetônicos. De lá é possível admirar as vistas de Asgabade e as paisagens naturais locais. A uma altura de 140 metros (no 28º andar), há uma sala VIP.

### Plataformas de observação
Na torre há duas plataformas de observação disponíveis para os visitantes - o observatório principal e o especial, ambos oferecem uma visão de 360 graus. O observatório principal está localizado a uma altura de 150 metros (no 30.º andar); há uma boa visão da Asgabade moderna a partir do observatório principal, bem como espaços abertos com belo paisagismo, vendo-se o sopé das montanhas Kopet Dag.